# Trois marches militaires (Schubert)
Les Trois marches militaires , op. 51, D. 733, sont trois pièces pour piano à quatre mains de Franz Schubert.
La première des trois est bien plus connue que les deux autres. C'est l'une des compositions les plus célèbres de Schubert, et elle est souvent simplement appelée Marche militaire de Schubert.

## Contexte
On ne sait pas quand les Marches militaires ont été écrites : de nombreux érudits indiquent 1818, mais certains préfèrent des dates alternatives comme 1822 ou 1824. On pense qu'elles ont été écrites pendant le séjour de Schubert dans la résidence d'été du comte Johann Karl Esterházy à Zseliz en Hongrie (c'est maintenant Želiezovce en Slovaquie). Il y était professeur de musique pour les filles du comte, et ces pièces et d'autres similaires étaient écrits à des fins pédagogiques.
Les Marches militaires ont été publiées à Vienne le 7 août 1826 par Anton Diabelli.
Elles sont toutes de forme ternaire, avec un trio central menant à une reprise de la marche principale.

## Marcheno1 en ré majeur
- Allegro vivace . Le trio est en sol majeur.

Cette marche est l'une des mélodies les plus célèbres de Schubert, et elle a été arrangée pour orchestre symphonique, pour orchestre militaire ainsi que pour de nombreuses autres combinaisons d'instruments.
Carl Tausig a également écrit une version pour piano solo, en ré bémol majeur, qui a été enregistrée par des pianistes tels que Vladimir Horowitz, Evgeny Kissin, Josef Hofmann, György Cziffra, Alicia de Larrocha et Leopold Godowsky. Franz Liszt a paraphrasé la première marche pour piano solo comme Grand paraphrase de concert , S.426a.
Elle est citée dans plusieurs autres œuvres, dont la pièce Circus Polka d'Igor Stravinsky.
La pièce est employée dans le court-métrage d'animation L'Atelier du père Noël de Walt Disney (1932).
Cette marche a été utilisée comme thème musical par la société Autolite pour promouvoir ses produits, notamment dans un film promotionnel de 1940 produit par la Jam Handy Organization (en), célèbre pour sa séquence de clôture, qui présentait une animation en stop motion des produits défilant devant les usines Autolite. Une version abrégée de cette séquence a ensuite été utilisée dans les publicités télévisées pour Autolite, en particulier celles du programme Suspense des années 1950 sur CBS, parrainé par Autolite.
Un arrangement pour accordéon a été joué comme thème musical pour la dramatisation de 1982 de BBC Radio 4 de A Small Town in Germany de John le Carré.
Cette marche est remixée pour le Ricoh 2A03 et utilisée comme thème de scène de Drill Man dans Rockman 4 Minus Infinity.
Un extrait de cette chanson est présenté comme musique de fond dans le jeu vidéo Challenger de 1985.
La marche est utilisée au "niveau ordinaire" du GCE (en) (au Royaume-Uni) pour la partie compréhension orale de l'examen.

## Marcheno2 en sol majeur
- Allegro molto moderato

## Marcheno3 en mi majeur
- Allegro moderato

## Enregistrements
Parmi les enregistrements de la version originale pour piano à 4 mains, on trouve ceux de Christoph Eschenbach et Justus Frantz, Radu Lupu et Daniel Barenboim , Robert Levin et Malcolm Bilson, Evgeny Kissin et James Levine et Artur Schnabel et Karl Ulrich Schnabel.